# Gilberto Govi
Amerigo Armando Gilberto Govi (Genova, 22 ottobre 1885 – Genova, 28 aprile 1966) è stato un attore italiano.
Fondatore del teatro dialettale genovese, è considerato uno dei simboli della città della Lanterna.
Tra i suoi maggiori successi figurano classici di questo genere teatrale, diventati suoi cavalli di battaglia, come I manezzi pe majâ na figgia, Pignasecca e Pignaverde, Colpi di timone. Inoltre, si devono ricordare anche Quello bonanima, Gildo Peragallo ingegnere, I Guastavino e i Passalacqua e Sotto a chi tocca.

## Biografia

### Le origini
Nato nel popolare quartiere di Oregina-Lagaccio in via Sant'Ugo 13, non lontano dalla stazione di Genova Piazza Principe, da Anselmo, funzionario delle ferrovie di origini mantovane, e dalla bolognese Francesca Gardini, detta Fanny, ricevette il nome di Gilberto in onore di uno zio paterno, il fisico Gilberto Govi.

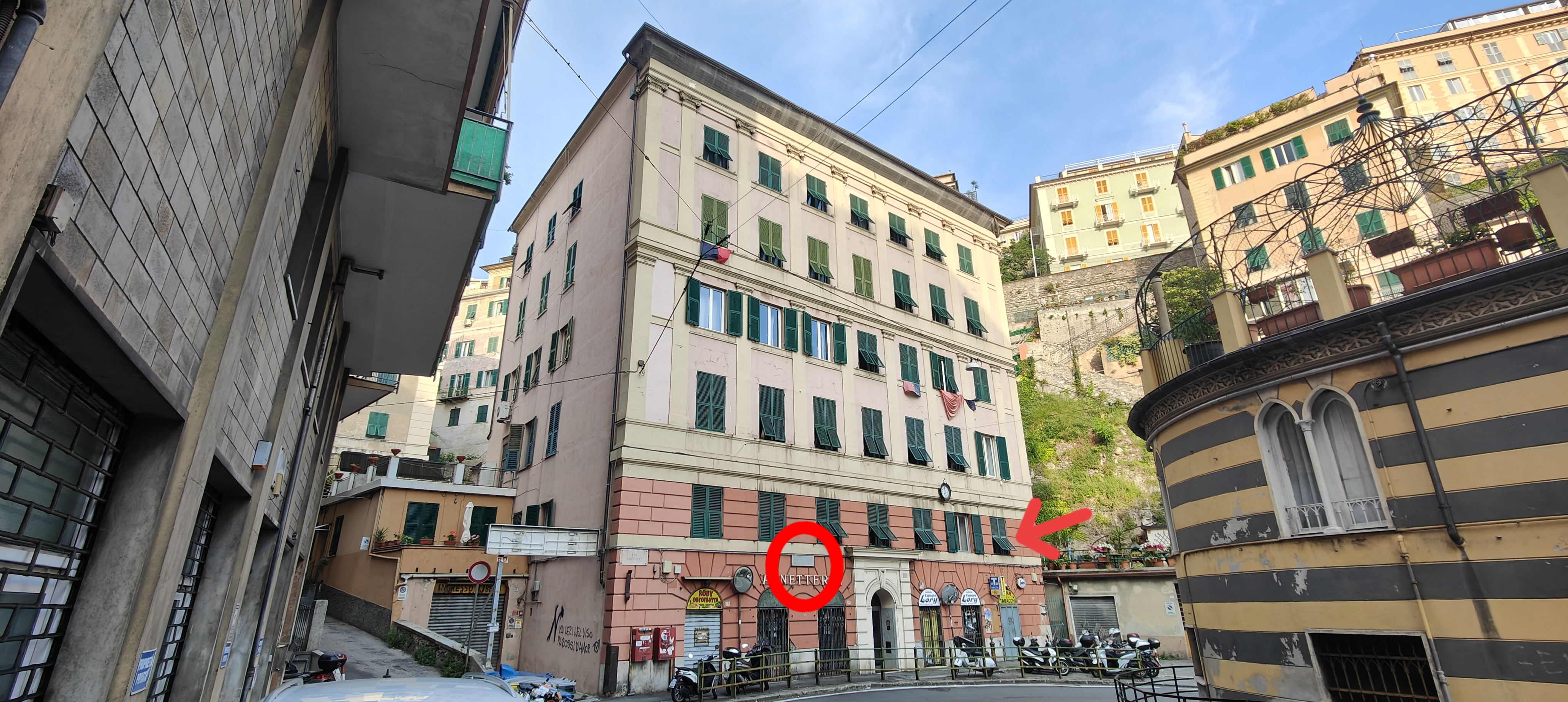
La casa natale di via Sant'Ugo 13: nel cerchio la lapide e le finestre dell'appartamento (freccia)

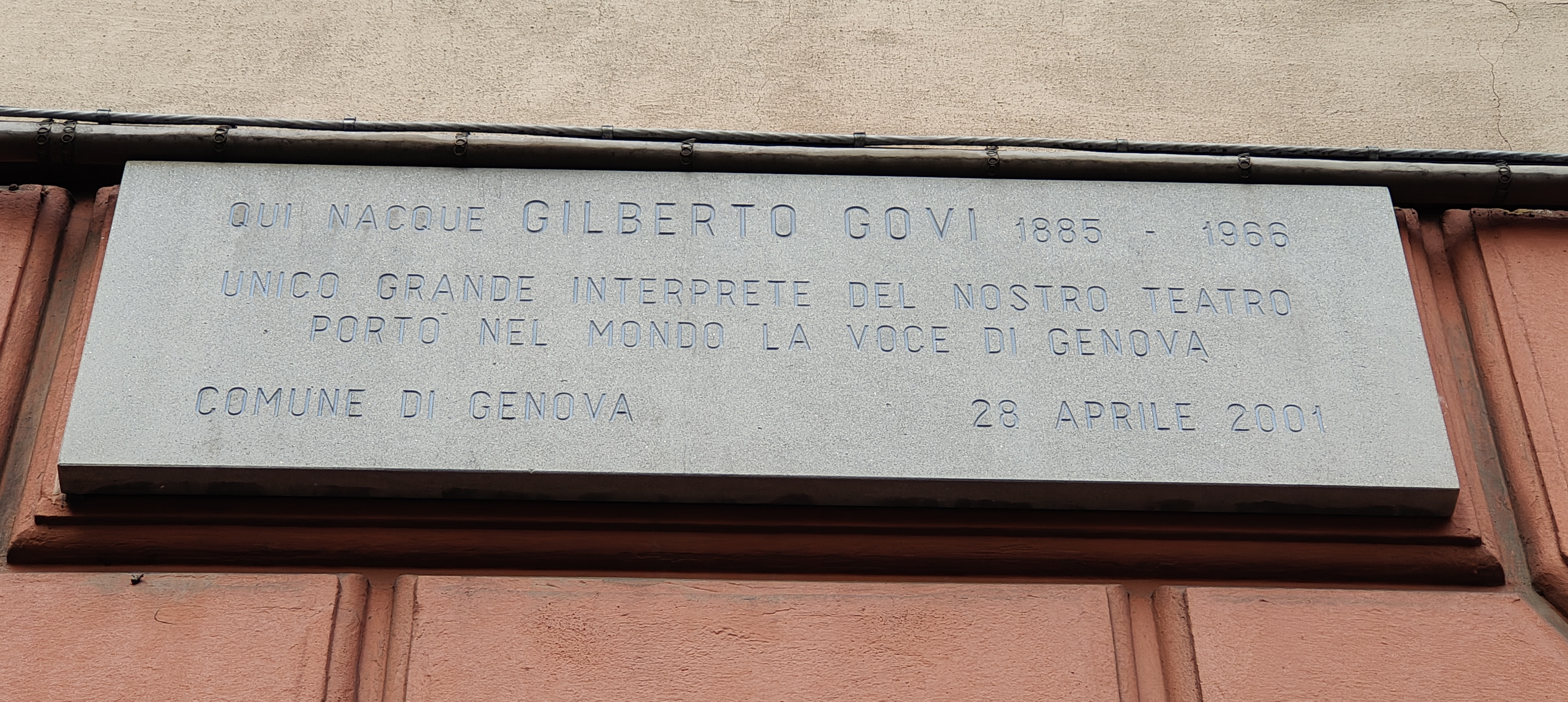
La targa commemorativa

Frequentò le scuole insieme al fratello Amleto e fu durante una vacanza a Bologna presso lo zio materno Torquato, attore dilettante, che iniziò a entusiasmarsi per il teatro. Nonostante il padre desiderasse per lui una carriera nelle ferrovie, si appassionò sempre più al teatro, iniziando a frequentare una compagnia: a dodici anni, nel 1897, recitava già in una filodrammatica.
La predisposizione al disegno lo portò a iscriversi ai corsi dell'Accademia ligustica di belle arti; questo studio gli risulterà utilissimo nella sua carriera di attore. A sedici anni completò il corso all'Accademia e venne assunto presso le Officine Elettriche Genovesi come disegnatore; nello stesso tempo entrò in una nuova compagnia teatrale dilettante facente parte dell'Accademia Filodrammatica Italiana con sede al Teatro Nazionale di Genova, struttura nella quale erano consentite solo recite in perfetto italiano.

### L'incontro con Rina Gaioni
Nel 1911 incontrò in filodrammatica Caterina Franchi, in arte Rina Gaioni, divenuta poi sua moglie il 26 settembre 1917, che gli restò accanto sino alla fine, sia nella vita che nella carriera teatrale.

Gilberto Govi nella commedia teatrale Cerco alloggio (1938)

Intanto formò una piccola compagnia di attori dilettanti, recitando in lingua genovese e interpretando commedie scritte da Niccolò Bacigalupo; la massima aspirazione del giovane Gilberto era entrare nella compagnia del celeberrimo Virgilio Talli; quando questi ebbe modo di assistere ad una sua rappresentazione, ne fu talmente entusiasta che lo stimolò a proseguire la carriera, suggerendogli di fondare un vero e proprio teatro dialettale genovese, che a quei tempi non aveva una tradizione consolidata.
Con Alessandro Varaldo e Achille Chiarella, intorno al 1913 fondò la compagnia "La dialettale", recitando a Genova e in provincia con sempre crescente successo: si divideva tra il ruolo di capocomico, direttore artistico e animatore. Era un po' accentratore, di fatto instancabile. La compagnia continuò ininterrottamente a recitare anche durante la prima guerra mondiale.

### La rottura con l'Accademia
Dopo l'invito esplicito dell'Accademia filodrammatica a non recitare più in genovese, nel 1916 decise di continuare per la sua strada (venne poi riammesso come socio onorario una quindicina di anni dopo, nel 1931). Fondò così la "Compagnia dialettale genovese", esibendosi nei maggiori teatri cittadini, sempre con grande successo.
Nel 1923 rappresentò al Teatro dei Filodrammatici di Milano la commedia I manezzi pe majâ na figgia di Niccolò Bacigalupo: fu l'inizio del successo a livello nazionale.

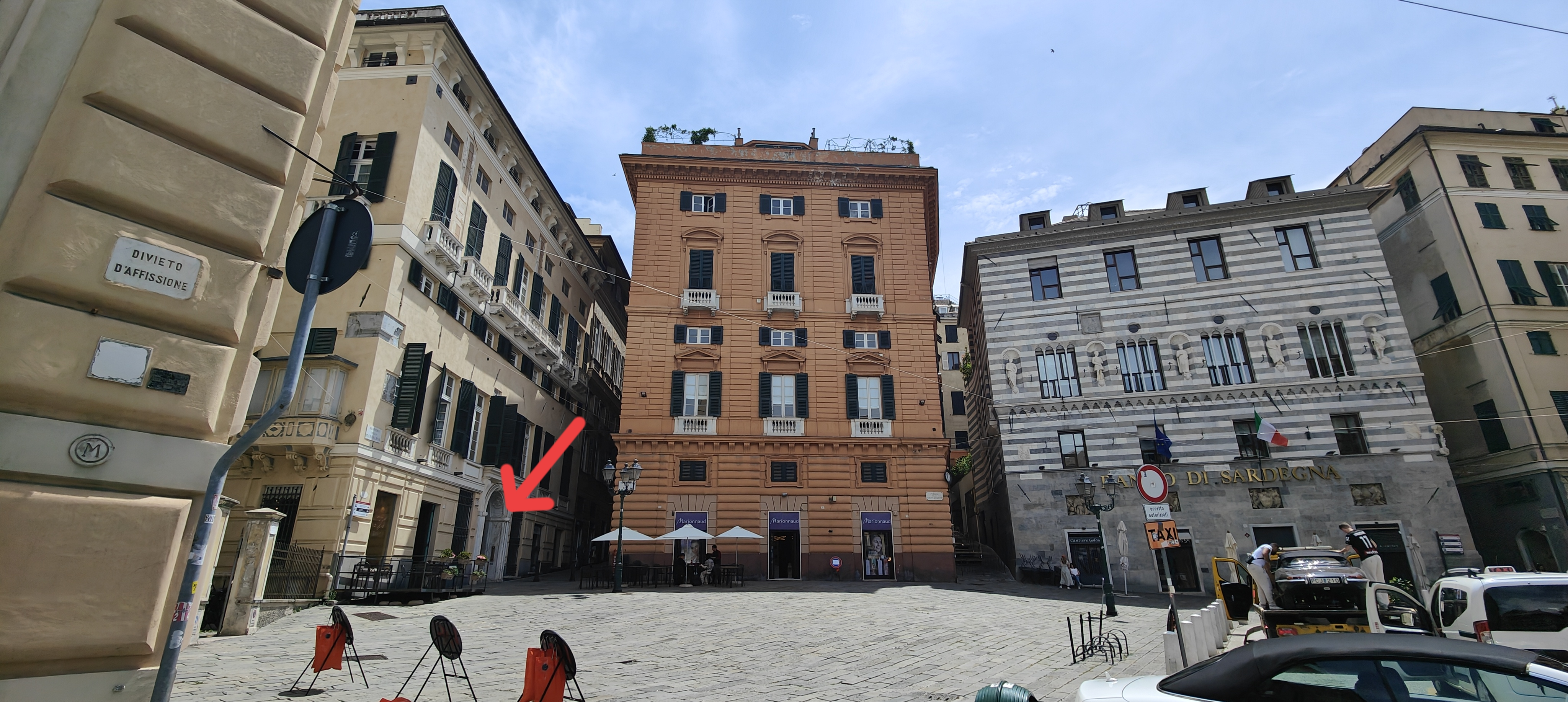
La ex sede delle Officine Elettriche Genovesi (zona Piazza Fontane Marose - salita Santa Caterina) per la quale Govi aveva lavorato dal 1902 al dicembre 1922

A questo punto decise di lasciare il posto fisso di disegnatore alle Officine Elettriche Genovesi per dedicarsi solo al teatro; gli inizi non furono semplici, soprattutto per le difficoltà a costruire un repertorio, ma in breve tempo sopperì a questa necessità uno stuolo di autori pronti a mettersi a disposizione di un astro nascente teatrale, come il già citato Bacigalupo, Emanuele Canesi, Carlo Bocca, Luigi Orengo, Aldo Acquarone, Emerico Valentinetti, Enzo La Rosa, Sabatino Lopez e tanti altri.
Tutti i testi erano poi rielaborati dallo stesso Govi, tanto che gli autori lo contattavano con largo anticipo per concordare eventuali modifiche ai copioni in funzione delle sue preferenze. Redatti in italiano, i testi venivano poi tradotti dall'attore rigorosamente in lingua genovese.

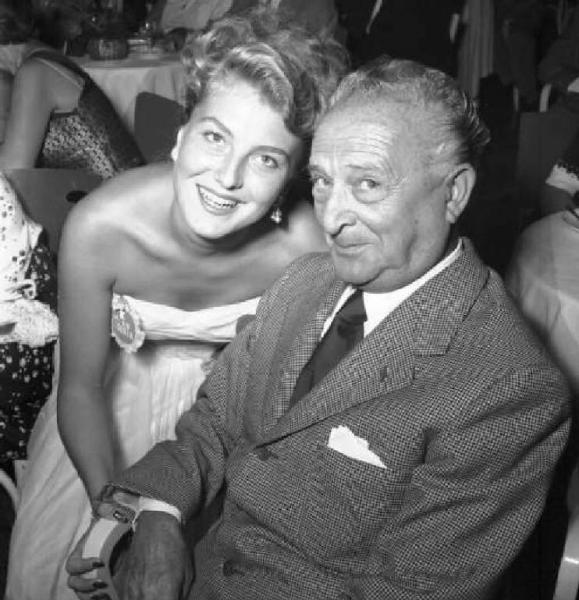
Gilberto Govi presenzia alla finale di Miss Italia 1951 con al suo fianco la vincitrice del concorso Isabella Valdettaro, fotografia di Federico Patellani

Intanto Govi non smetteva di disegnare le sue maschere, da cui nascevano i personaggi da portare in scena. Il suo volto, tracciato con mano ferma in tutte le posizioni, di fronte come di profilo, e in ogni ruga ed espressione, campeggiava nei foyer dei teatri come una galleria di quadri che entusiasmava ulteriormente gli spettatori, gratificandoli di un valore aggiunto.

### La tournée in Sudamerica

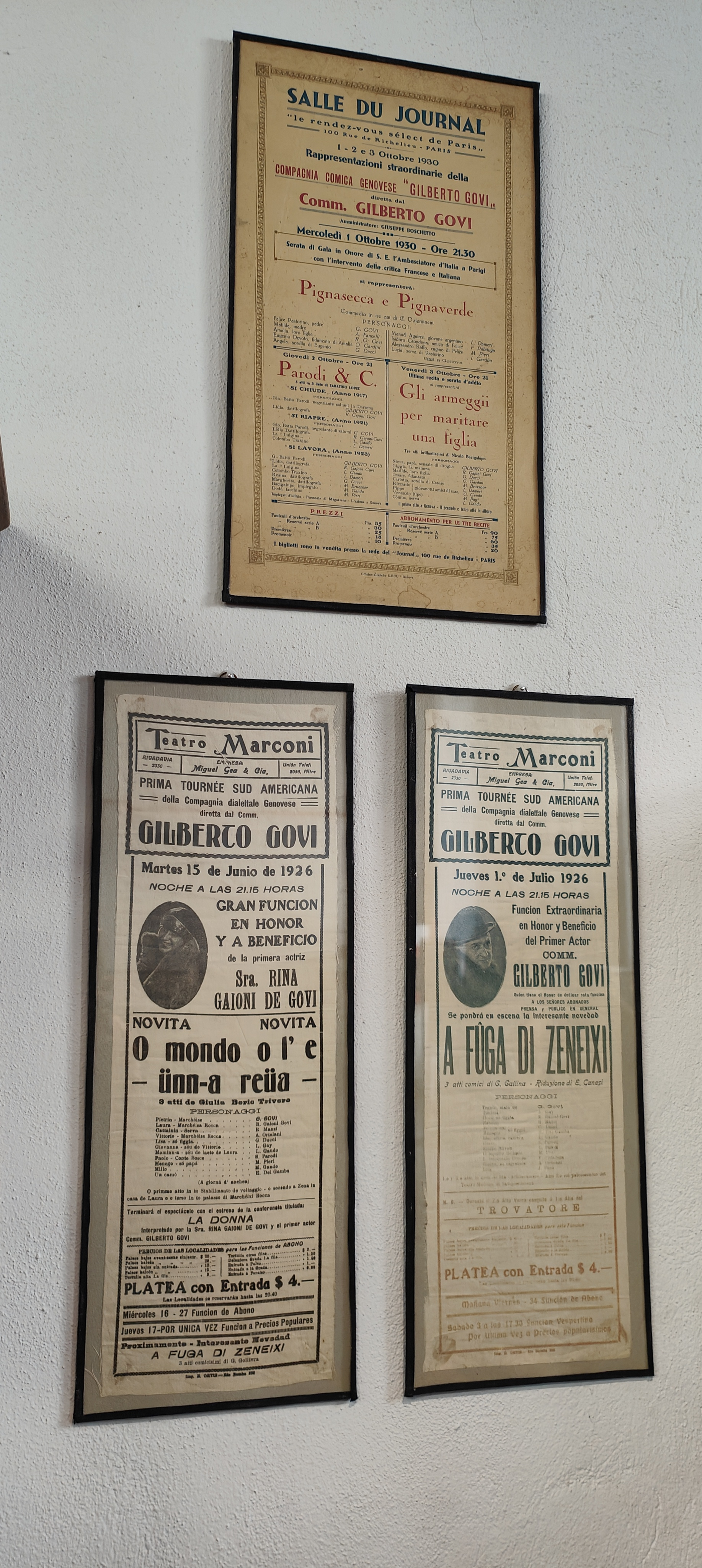
Manifesti della tournée della compagnia di Govi in SudAmerica del 1926 (Civico museo biblioteca dell'attore)

Nel 1926 Govi lasciò per la prima volta l'Italia per una tournée in America Latina, vera e propria spedizione in piroscafo, durata mesi, che lo portò a rappresentare in giro per il mondo ben settantotto commedie, direttamente nei luoghi dove vivevano numerosi italiani, che da pochi anni avevano ripreso un intenso movimento migratorio, specie verso l'Argentina e l'Uruguay.
La compagnia goviana ripeté la tournée negli anni successivi e ad una di queste prese parte l'attrice Jole Fano, che poi rimase in Sudamerica fondando una propria compagnia teatrale e diventando famosa come dirigente di un'emittente radiofonica - Radio Caupolicán - di Santiago del Cile.

### La guerra
Fino allo scoppio della seconda guerra mondiale la carriera di Govi fu sempre in ascesa, con ripetute tournée teatrali sia in Italia che all'estero. Il conflitto mondiale non risparmiò tuttavia neppure la sua abitazione genovese, colpita dai pesanti bombardamenti portati dal mare e dal cielo; insieme con essa l'attore avrebbe voluto ricostruire anche il proprio repertorio, che sentiva forse ormai superato da nuove istanze. In quel periodo era dubbioso, non avendo la certezza che il pubblico lo gradisse ancora, nonostante le sue commedie riscuotessero il consueto successo e la gente accorresse sempre numerosa ai suoi spettacoli in ogni città.

### Attore cinematografico

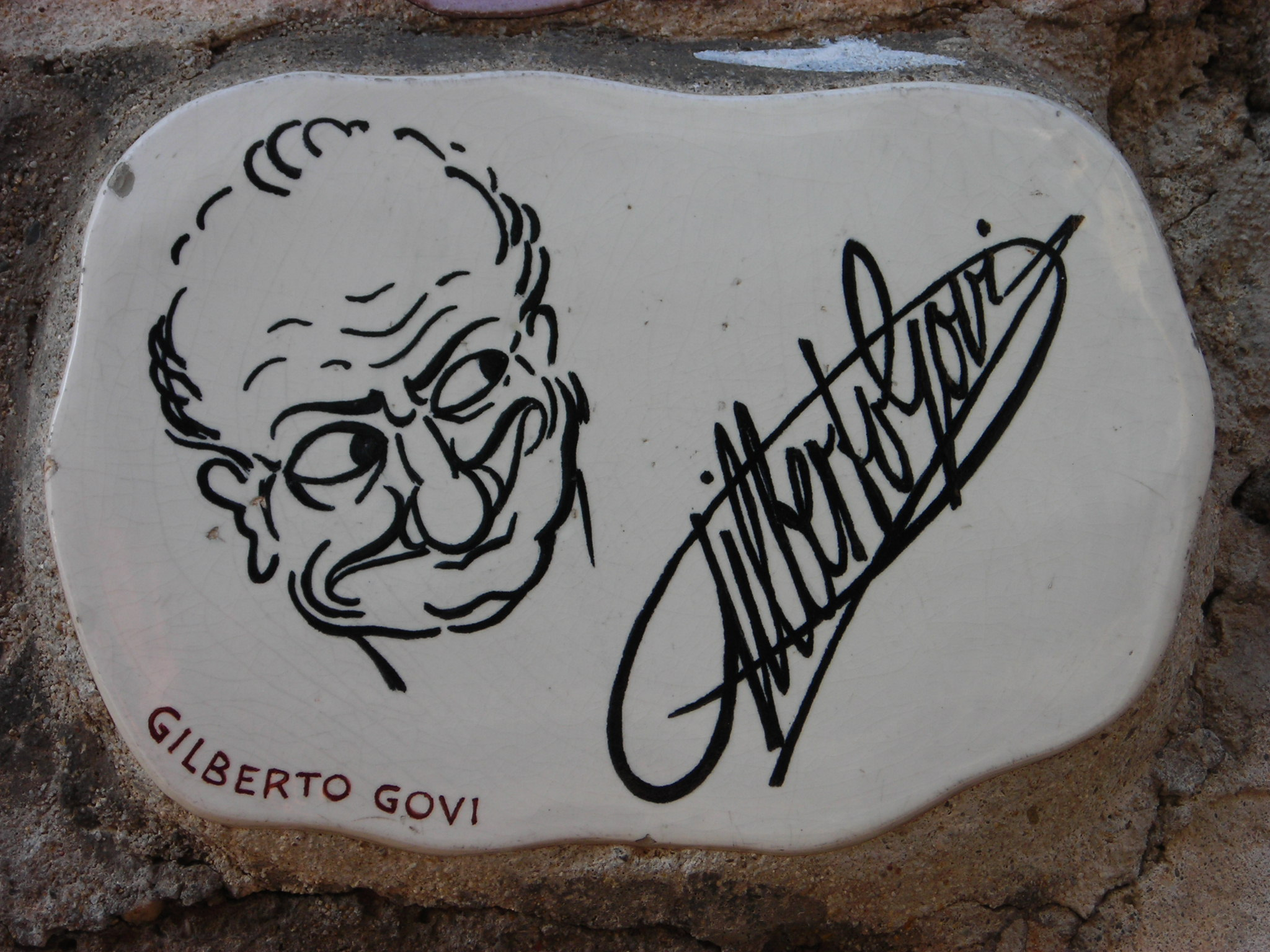
La piastrella del muretto di Alassio autografata da Govi

Nel periodo bellico e post-bellico si cimentò come attore cinematografico in quattro pellicole dall'esito piuttosto insoddisfacente; i titoli che si ricordano (due dei quali tratti da suoi lavori teatrali) sono Colpi di timone (1942), diretto da Gennaro Righelli, Che tempi! (1947), diretto da Giorgio Bianchi, Il diavolo in convento (1950), diretto da Nunzio Malasomma, e infine Lui, lei e il nonno (1961), girato a Napoli da Anton Giulio Majano e prodotto dall'armatore Achille Lauro; quest'ultima fu la sua unica pellicola a colori.
Ma i ritmi del cinema non lo avevano mai entusiasmato nel ruolo di attore a motivo delle ripetute pause, i ciak, la tecnica recitativa totalmente diversa rispetto a quella del palcoscenico che permette sempre il diretto contatto con il pubblico e con le reazioni e gli umori di questo, gli applausi, le risate che giungono dalle varie zone, dalla galleria alla platea. Si nota dalle registrazioni anche il piacere che provavano sia Govi che la moglie, rispondendo cortesemente alle ovazioni del pubblico col sorriso, quando alzato il sipario, apparivano entrando in scena, all'inizio della commedia, per poi immergersi nei ruoli dei personaggi. 
Govi ebbe fra l'altro anche l'occasione di contribuire a lanciare attori comici come Walter Chiari e Alberto Sordi.

### La grande popolarità televisiva

Gilberto Govi e Fulvia Mammi nella commedia Si chiude di Sabatino Lopez, Rai-TV, 1958

Govi non fece in tempo ad approfondire il rapporto con il mezzo televisivo, nato da pochi anni, proprio quando l'attore stava ormai avviandosi verso la parte finale della carriera; il piccolo schermo, tuttavia, gli consentì, grazie alla registrazione dal vivo di alcuni spettacoli, di farsi conoscere dal grande pubblico e dalle generazioni successive.
Memorabile la sua apparizione, nel 1959 a Roma, al "Musichiere", il celebre e popolare varietà dell'epoca con quiz (anticipò l'epoca di Mike Bongiorno) condotto da Mario Riva. Nella puntata lo si vede scherzare sulla celebre "avarizia" dei genovesi. 
Gilberto Govi ancora avrà una fortunata partecipazione nell'edizione 1963-64 di "Canzonissima" (assumerà il nome di "Gran Premio") con una sua allieva formatasi nel suo teatro: Lina Volonghi. 
Nel complesso la televisione aveva video registrato dai vari cine-teatro genovesi (quali l'Augustus, oggi riconvertito in attività commerciali, vicino piazza de Ferrari), con i mezzi tecnici di allora, 14 commedie recitate da Govi e dalla consorte con i suoi attori. Assurdamente furono conservate soltanto sette, una risultante mutilata della parte iniziale, quindi non più  comprensibile nella sua interezza. Le registrazioni dovettero essere "cancellate" per una folle decisione della dirigenza Rai. Un impiegato, fortunatamente disobbedì rendendosi conto della totale insulsaggine e ne salvò quattro, nascondendole. Altre andarono disperse negli archivi e furono recuperate dal minuzioso e profondo lavoro di ricerca (comprese le interviste, i luoghi, le memorie) svolto da Vito Molinari e Mauro Manciotti (1928-2006) per il montaggio del loro prezioso programma "TuttoGovi", nato nel 1979 da un’idea di Arnaldo Bagnasco, capo struttura della Sede Rai della Liguria consegnando in tale modo una testimonianza resa indelebile per le future generazioni.
Forse nel complesso le rappresentazioni registrate dalla Rai sarebbero quindici in totale a seconda delle fonti.  Di "Impresa trasporti" si è salvata soltanto la ripresa del terzo atto, mentre il primo e il secondo si possono ascoltare solamente in audio. Di altre cinque commedie (Articolo quinto, I Guastavino e i Passalacqua, Parodi & C., Il porto di casa mia, di Bassano e Tanto per la regola) si è salvato unicamente l'audio. Le dodici commedie sono state pubblicate in DVD nel 2004 (presentando alcuni minuti di tagli rispetto alle corrispondenti versioni in VHS), insieme ai documentari sull'attore, alle partecipazioni televisive e alle partecipazioni radiofoniche.

### L'ultima rappresentazione
Quella del 1960 fu la sua ultima stagione teatrale, nella quale portò in scena la commedia in tre atti "Il porto di casa mia", su un comandante in pensione, scritta dal poeta Enrico Bassano; a 75 anni decise che era giunto il momento di lasciare il palcoscenico; sosteneva infatti che: «Il teatro è come una bella donna, bisogna lasciarla prima che sia lei a lasciare te».

### I suoi attori
Nella sua avventura televisiva Govi consegnò al pubblico i nomi degli attori che lo affiancarono anche sul palcoscenico. La loro bravura nel partecipare come “portatori d’acqua” (nella definizione di uno di loro: Daniele Chiapparino), alla consacrazione del mito Govi, fu fondamentale. A parte nomi noti come Rina Gaioni, Gian Fabio Bosco, i suoi genitori Anna Caroli e Sergio Bosco, di loro restano ben poche notizie biografiche. Qui i loro nomi: 
Luigi Dameri (1902-1987, la sua “spalla” principale), Enrico Ardizzone, Giorgio Bixio, Pina Camera, Anna Bolens, Ariano Praga, Myria Selva, Jole Lorena, Rudi Roffer, Nelda Meroni, Mercedes Brognoli, Franco Marchisio, Andrea Municchi, Pinuccia Galimberti, Pino Lonardi, Claudio D’Amelio, Nennele Pienovi.
Govi era molto amico dell'attore sanremese Carlo Dapporto. Spesso con quest'ultimo, accompagnato dalla moglie e il figlio, trascorreva momenti di relax d'estate, alle spalle di Sanremo, sul Monte Bignone, meta turistica con santuario inaugurato nel 1955 raggiungibile all'epoca da una funivia purtroppo non più esistente.

### A Carosello, come "Bàccere Baciccia"
Apparve ancora sugli schermi televisivi in qualche rara intervista e in diversi Caroselli del 1961, per una marca di tè, dove interpretava se stesso che dialogava col grottesco personaggio di "Bàccere Baciccia", portiere di un caseggiato genovese, conosciuto per l'estrema tirchieria ma adorato dai bambini, che amava ripetere la frase: «Da quest'orecchio non ci sento... Dall'altro, così così».
Va ricordato che la macchietta era ripresa da un'antica maschera genovese: quella, appunto, del Baciccia.

### Morte
Durante la preparazione di "Tutto Govi" fu scovato un video raro, datato 1961 e fortunatamente conservato, uno degli ultimi, nel quale un ormai maturo Gilberto Govi, uomo privatamente dal carattere schivo, insieme al già citato Enrico Bassano, suo amico, conversa in una cucina professionale sulla preparazione del "pranzo di natale". Nel filmato Govi discute anche, simpaticamente, di antipasti, brodo, lüganega scherzando con termini in genovese (definita "lingua genovese") e l'italiano ("dialetto italiano") con uno chef in piena attività. Il video è inserito nella quarta puntata.
Nel 1962 si ammalò, ma continuò a tenere apparizioni pubbliche, soprattutto per ritirare premi. Morì a Genova il 28 aprile 1966, a 81 anni. I funerali, celebrati nella chiesa di Santa Zita, videro la partecipazione di molte persone. Tra i presenti, anche Erminio Macario. Oltre i moltissimi telegrammi di condoglianze di altri personaggi dello spettacolo non presenti, quali Gino Cervi, Eduardo De Filippo, Cesco Baseggio, Margherita Carosio, Ivo Chiesa, giunsero anche quelli da parte del capo dello Stato Giuseppe Saragat, del primo ministro Moro e di Giulio Andreotti.
Govi venne sepolto nel cimitero di Staglieno a Genova.

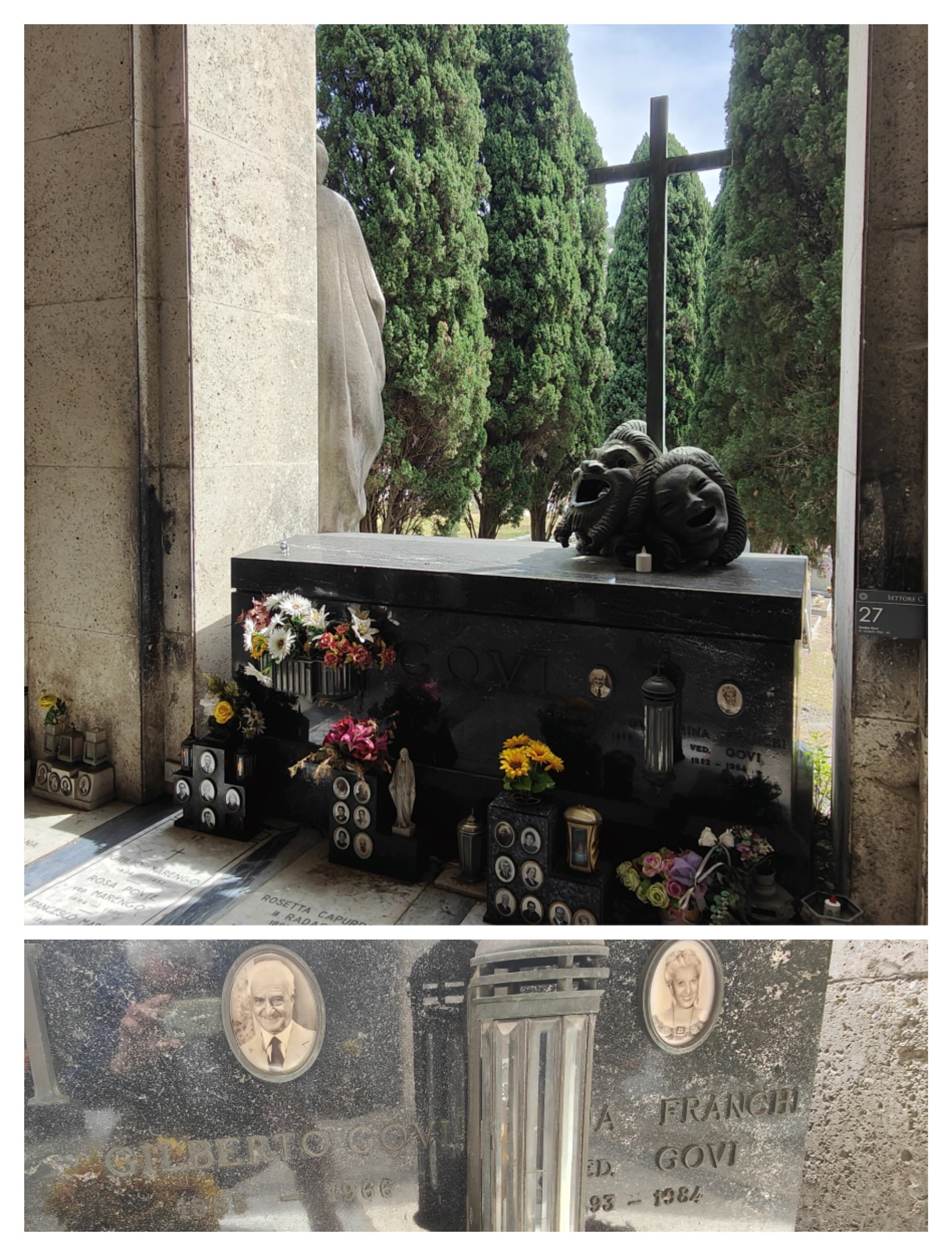
Cimitero di Staglieno, tomba di Gilberto e Rina, settore C-27. La croce e le maschere, simbolo del teatro, furono disegnate da Govi stesso nel 1963 e realizzate dallo scultore Guido Galletti

## La maschera, il volto
Dotato di grande talento artistico, Gilberto Govi, forte degli studi compiuti all'Accademia di belle arti, usava disegnare grottesche autocaricature che delineavano compiutamente ogni ruga e riproducevano su carta il suo viso in ogni sua parte; poté sviluppare in tal modo un sistema originale per creare personaggi nuovi per le sue interpretazioni.

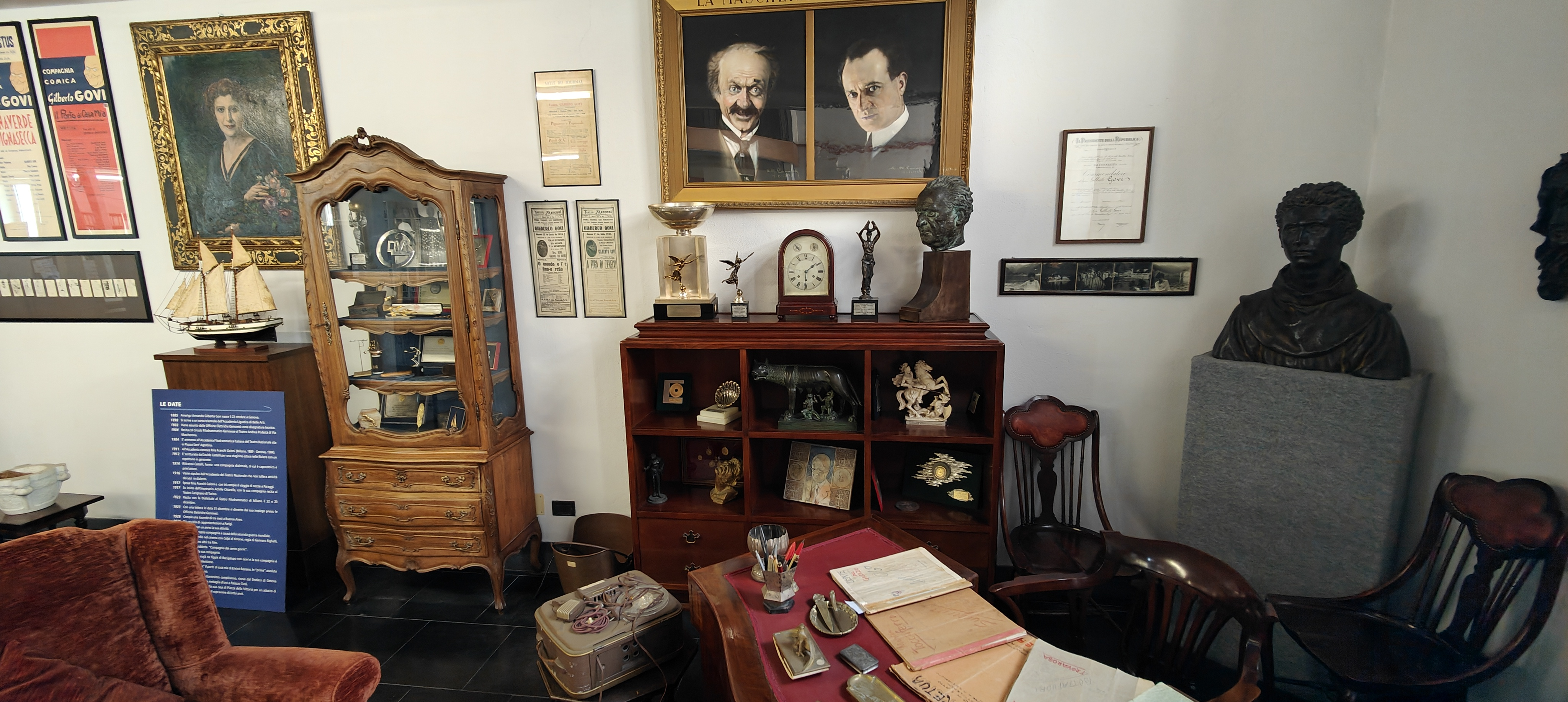
"La maschera e il volto" il ritratto del pittore genovese Anton Mario Canepa (1895-1967) troneggia sopra il mobile nello studio ricostruito al museo fra gli oggetti di Govi

Il trucco di scena era il risultato di grande abilità e di un lungo e paziente studio. Le sue ispirazioni provenivano da una grande collezione di fotografie di personaggi più o meno noti, dei quali carpiva ora una barba o un pizzetto, oppure una ruga, una pettinatura o un'espressione che tornasse utile per creare un nuovo personaggio. Formidabile caratterista, era una miniera di fantasia.
All'apice della carriera era considerato un grande interprete: sapeva far muovere i suoi personaggi con una semplicità e una facilità solo apparenti; in realtà aveva la capacità e la spontaneità, un vero e proprio talento naturale, per far scaturire il riso anche con una sola espressione o un semplice ammiccamento.

## I riconoscimenti sotto la Lanterna

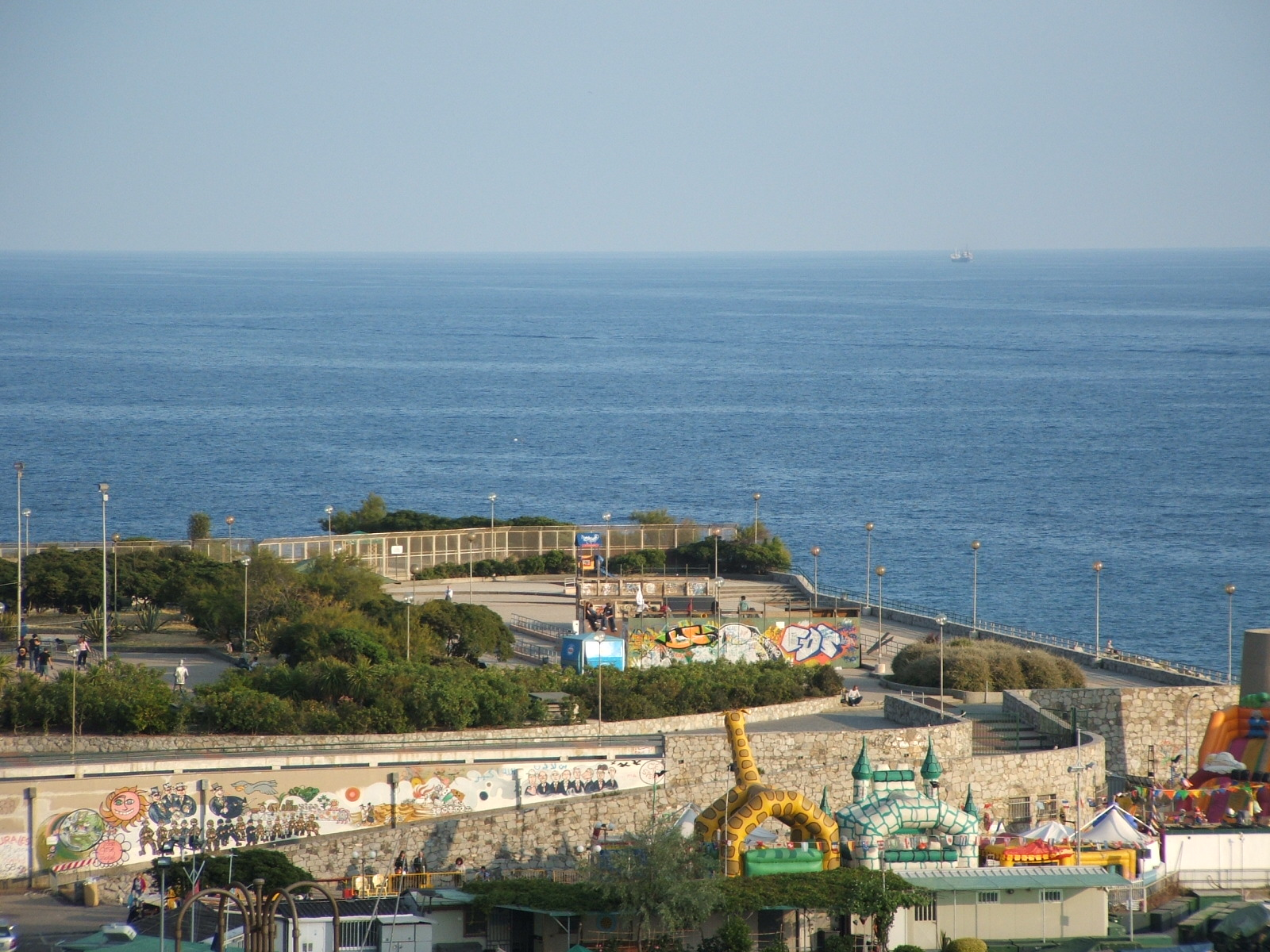
I giardini intitolati a Gilberto Govi alla Foce

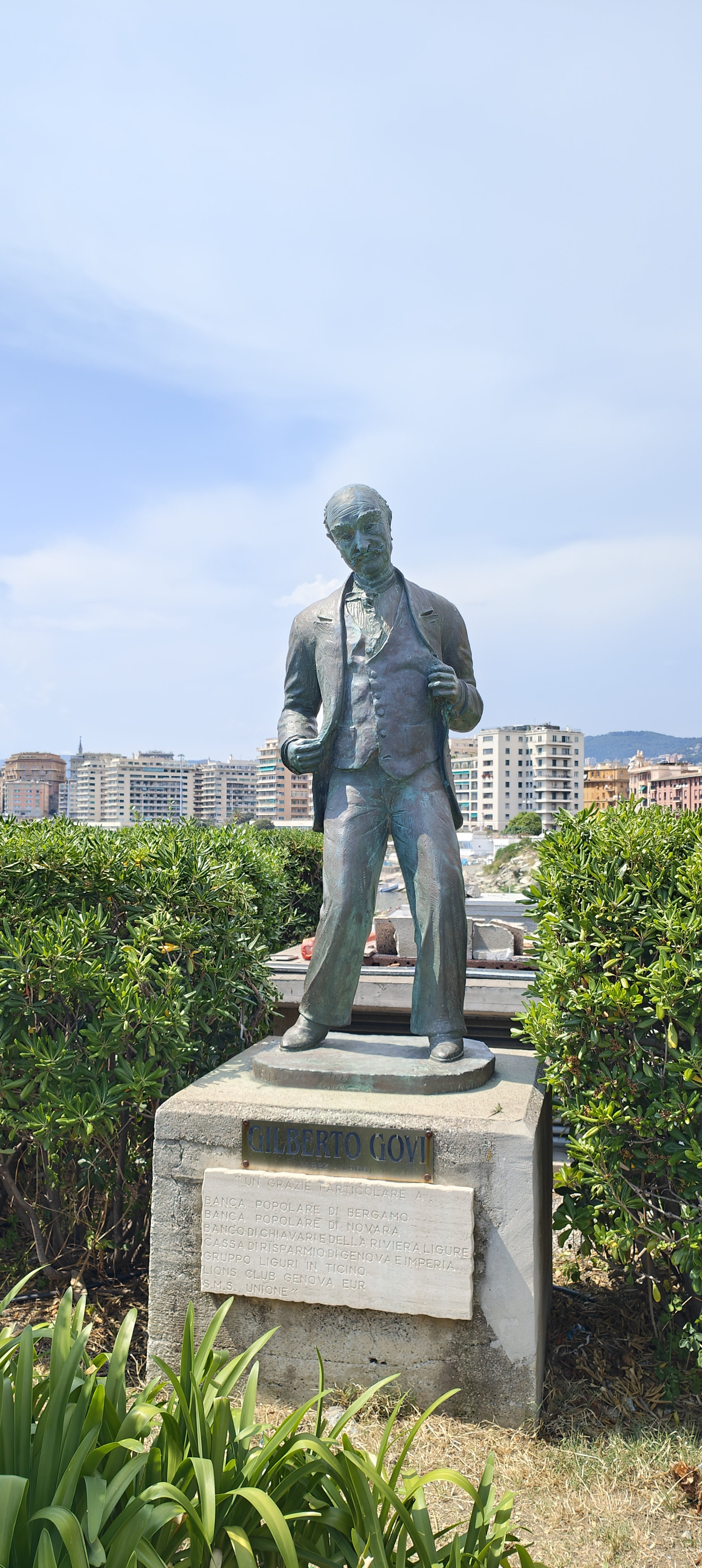
La statua dedicata al grande attore nei giardini alla Foce

Govi fu molto amato dai suoi concittadini; le opere pubbliche intitolate a lui all'ombra della Lanterna sono i Giardini Gilberto Govi, edificati negli anni ottanta nella zona di Punta Vagno, alla Foce, una scuola elementare nel quartiere di Albaro, una scuola secondaria di primo grado a Quezzi e una sala del restaurato Teatro della Gioventù in centro, la cui programmazione è principalmente dedicata proprio al teatro dialettale genovese.
Anche il Teatro Verdi di Genova Bolzaneto, dopo una lunga ristrutturazione, ha riaperto i battenti con il nome di Teatro Rina e Gilberto Govi. Esiste inoltre una compagnia dialettale a lui intitolata che continua a proporre le sue vecchie commedie, oltre a testi contemporanei in lingua genovese.

## I luoghi della memoria

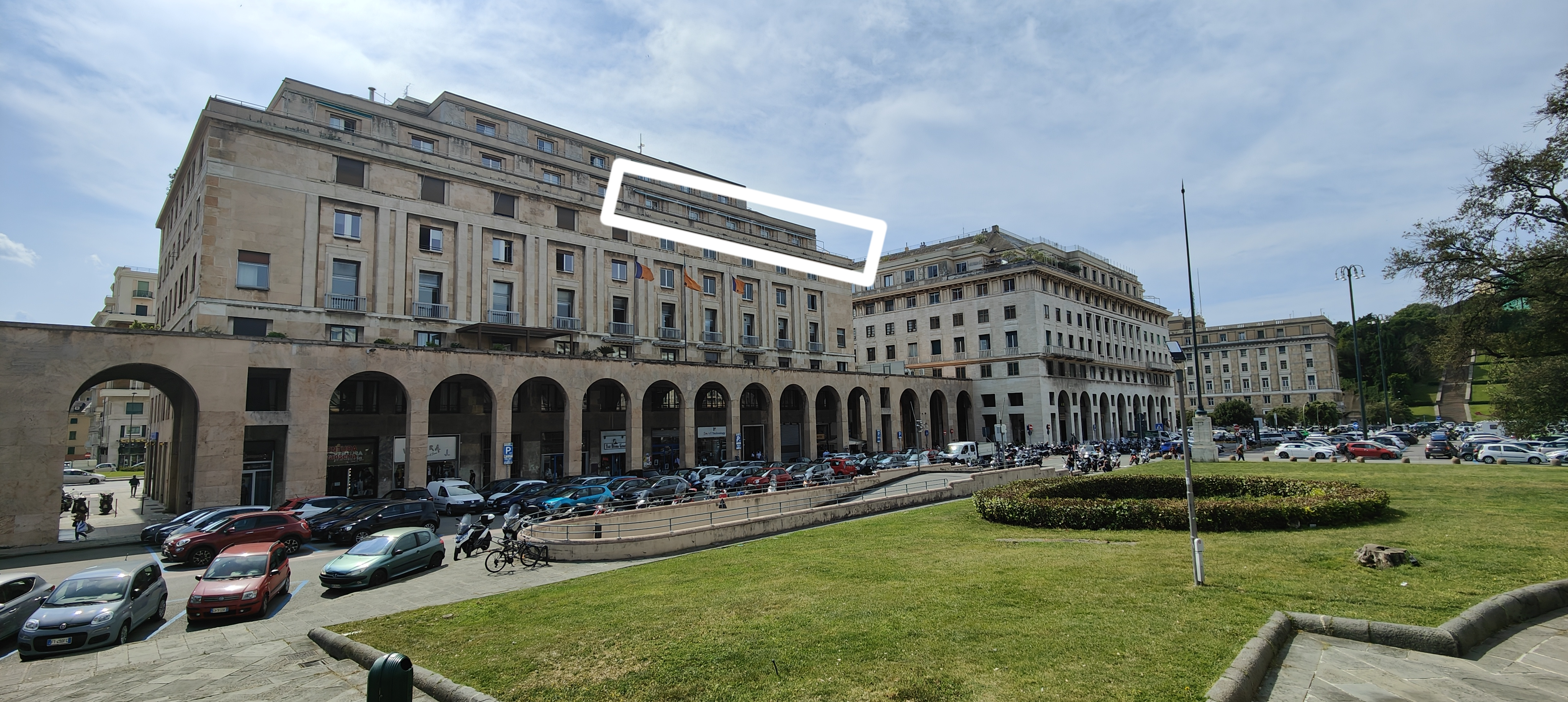
Il palazzo di Piazza della Vittoria dove vissero al sesto piano i coniugi Govi dal 1938

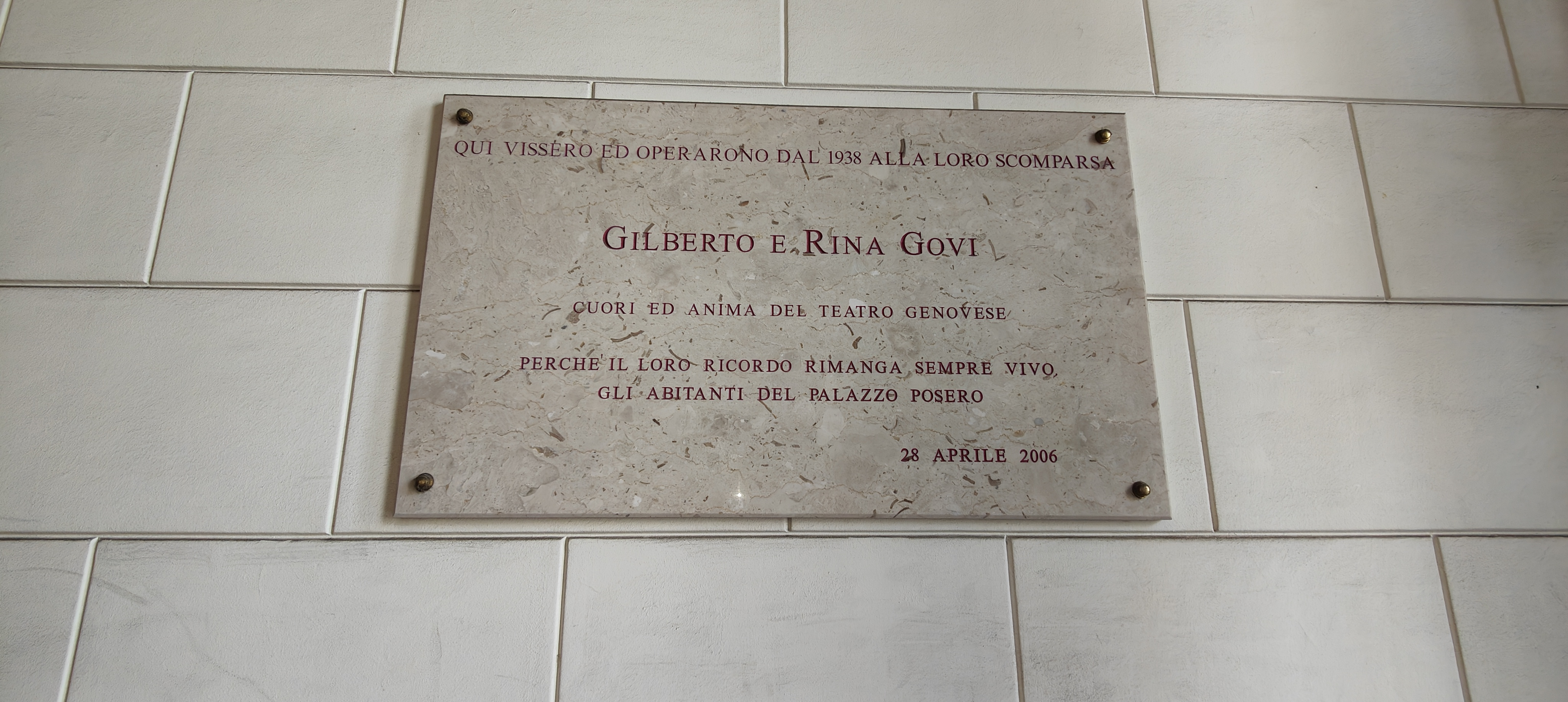
Targa commemorativa posta dal 2006 nell'atrio del Palazzo

I coniugi Govi avevano abitato dal 1938 (la vedova Rina sino alla morte avvenuta nel 1984) il  palazzo al num. 10 di Piazza della Vittoria al sesto piano. Gli inquilini del palazzo hanno apposto una lapide commemorativa all'interno, nell'atrio.
Lo studio con i copioni originali battuti a macchina con tutte le annotazioni e correzioni aggiunte a mano da Govi e parte degli arredamenti Issel, le sculture di bronzo di Umberto Mastroianni, i numerosi premi, i ricordi, la nomina a commendatore, l'oggettistica quali bauli, le valigie, gli specchi e il tavolo del trucco, il gibbonetto di scena sono preservati presso il Civico museo dell'attore per volontà della vedova.

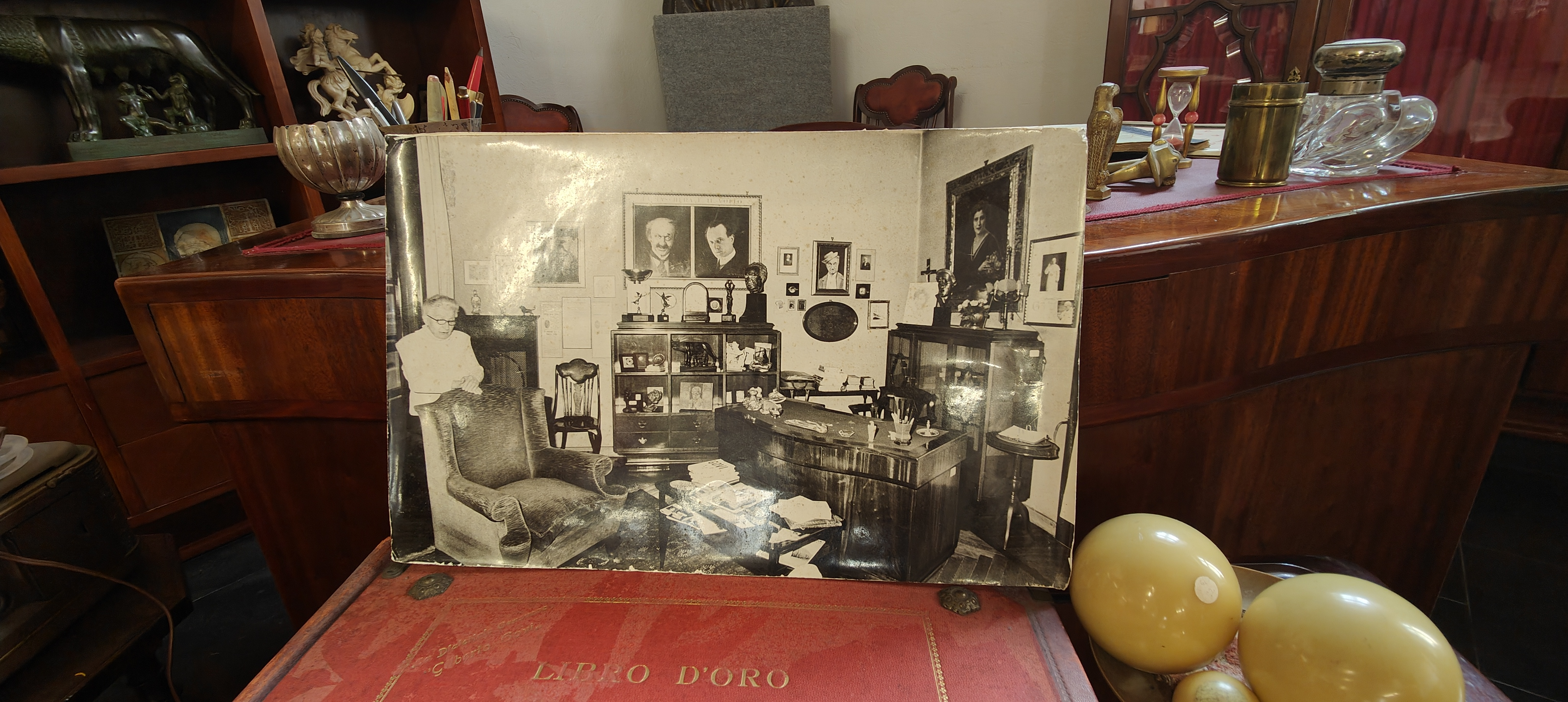
Lo scrittoio di Govi e la moglie Rina nell'appartamento di Piazza della Vittoria nella fotografia e la collocazione museale

Dal 28 aprile al 28 agosto del 2016 è stata allestita alla Loggia di Banchi per volere del Comune una serie di eventi nel ricordo del 50⁰ anniversario della scomparsa del grande attore. L'evento ha raccolto un grande consenso e partecipazione anche da parte delle giovani generazioni, fattore importante questo anche per tramandare la memoria storica.
Dopo una iniziale sistemazione al Museo di Sant'Agostino, dal 19 ottobre 2017 è stata inaugurata la definitiva collocazione al Civico museo biblioteca dell'attore in via al Seminario.

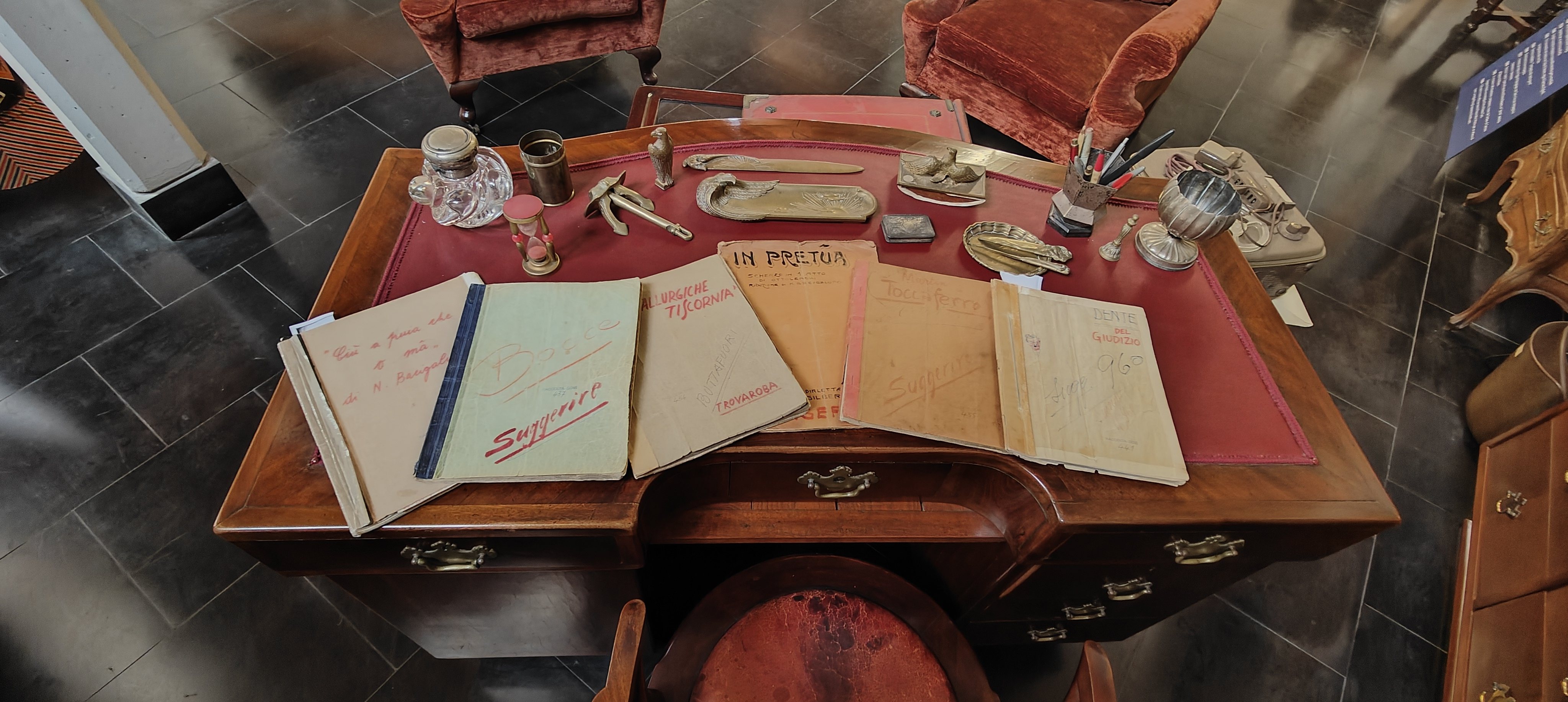
Lo scrittoio con i copioni di G. Govi

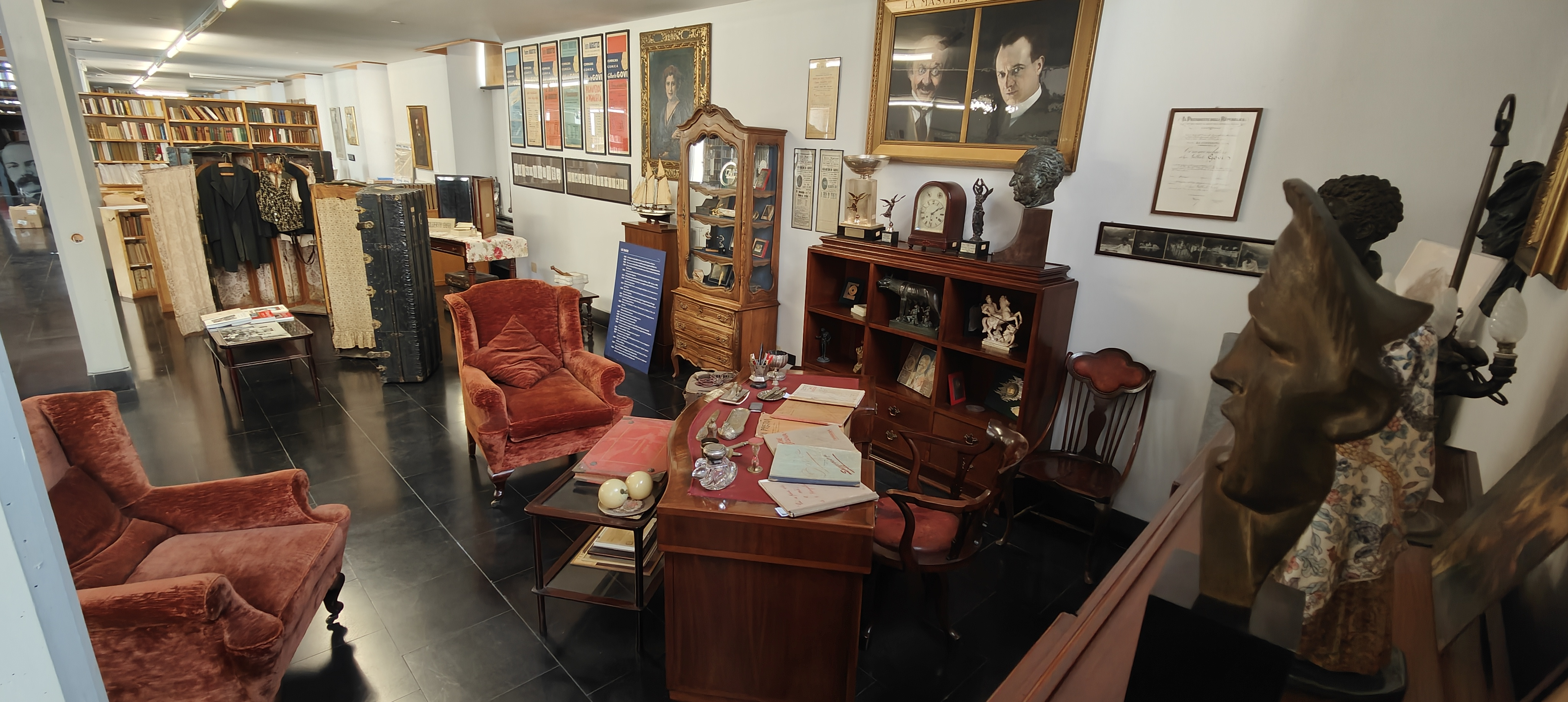
Vista d'insieme degli oggetti appartenuti ai Govi

## Filmografia

### Cinema
- Colpi di timone, regia di Gennaro Righelli (1942)
- Che tempi!, regia di Giorgio Bianchi (1948)
- Il diavolo in convento, regia di Nunzio Malasomma (1950)
- Lui, lei e il nonno, regia di Anton Giulio Majano (1959)

### Commedie televisive
- Pignasecca e Pignaverde di Emerico Valentinetti (registrazione del 27 maggio 1957)
- Colpi di timone di Enzo La Rosa (registrazione del 14 marzo 1958)
- Impresa trasporti di Umberto Morucchio (solo terzo atto - registrazione del 28 marzo 1958)
- Quello bonanima di Ugo Palmerini (registrazione del 30 dicembre 1958)
- Sotto a chi tocca di Luigi Orengo (registrazione del 27 gennaio 1959)
- Maneggi per maritare una figlia di Niccolò Bacigalupo (registrazione del 10 febbraio 1959)
- Gildo Peragallo ingegnere di Emerico Valentinetti (registrazione del 10 luglio 1960)
- In Pretura, commedia di Giuseppe Ottolenghi, regia di Vittorio Brignole, trasmessa il 4 dicembre 1963

Superstiti soltanto in audio:
- Articolo Quinto di Ugo Palmerini (anche su disco).
- Tanto per la regola di Domenico Varagnolo (anche su disco).
- Parodi & C. di Sabatino Lopez (inedito, pubblicato nel 2004 su DVD).
- Porto di casa mia di Enrico Bassano (inedito, pubblicato nel 2004 su DVD).
- I Guastavino e i Passalacqua di Emanuele Canesi (inedito, pubblicato nel 2004 su DVD).

## Discografia
Elenco delle commedie di Govi pubblicate su LP:
- Pignasecca e Pignaverde di Emerico Valentinetti (Cetra LPB 35036, 33 giri).
- Articolo Quinto di Ugo Palmerini (Cetra LPB 35041, 33 giri).
- Tanto per la regola di Domenico Varagnolo (Cetra LPB 35045, 33 giri).
- Sotto a chi tocca di Luigi Orengo (Cetra LPB 35046, 33 giri).
- In pretura, commedia in un atto di Giuseppe Ottolenghi (Cetra LPB 35047, 33 giri).